# From AQUA
From AQUA（フロム アクア）は、JR東日本クロスステーション ウォータービジネスカンパニー（旧：JR東日本ウォータービジネス）が販売する軟水のナチュラルミネラルウォーター。
1984年11月に日本国有鉄道（国鉄）から発売された『谷川連峰の源水 大清水』を前身とし、2007年7月より現在の名称となる。主に東日本旅客鉄道（JR東日本）の駅構内にある自動販売機acure・KIOSK・コンビニエンスストアNewDaysで販売されているほか、オンラインストアでの販売も行われている。

## 概要

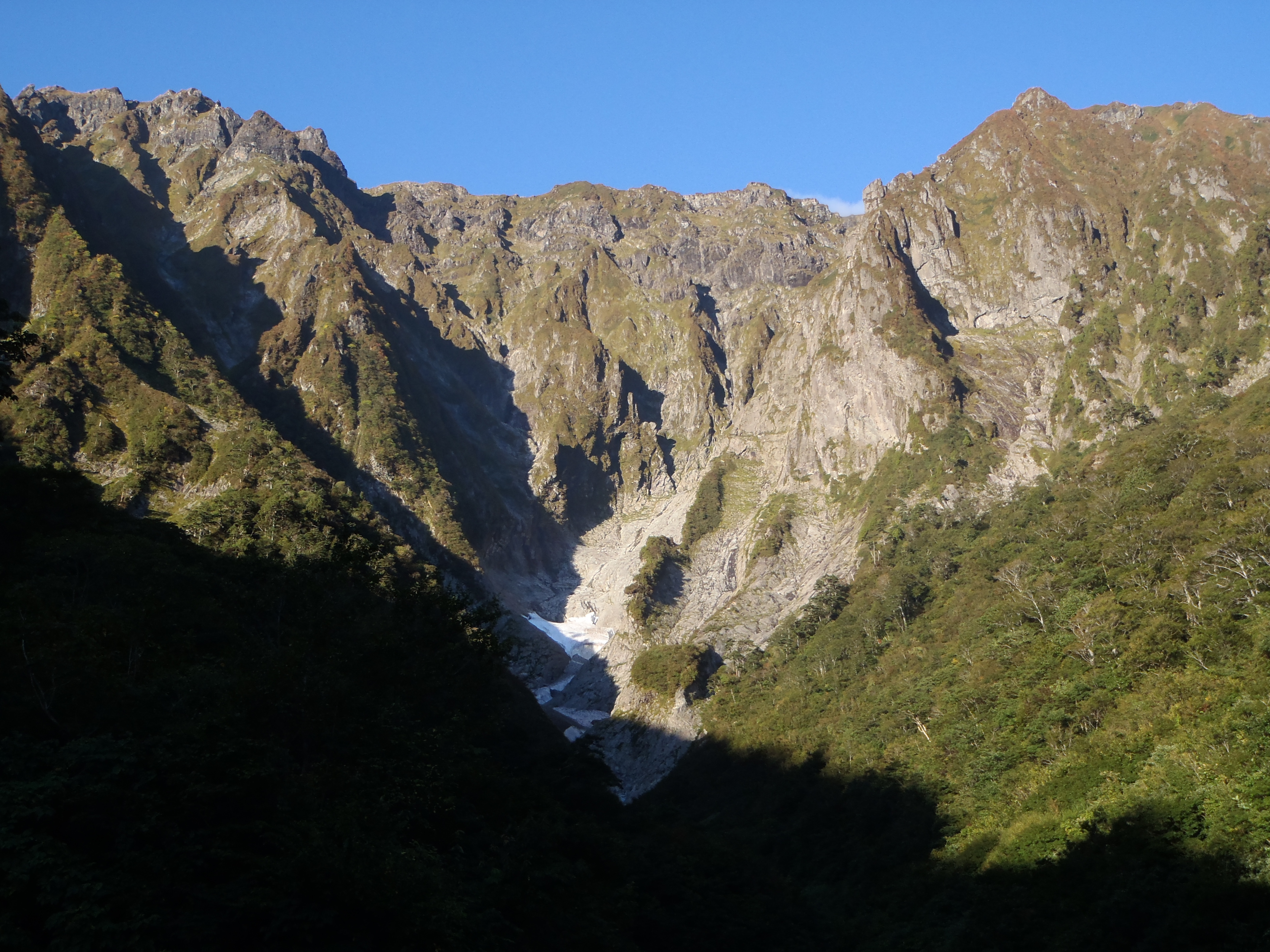
パッケージデザインのモチーフとなった谷川岳 一の倉沢

水源は群馬県利根郡みなかみ町の上越新幹線大清水トンネル内、谷川岳の地下約1,000 m の地点にある。谷川連峰に降り積もる雨や雪が、ホルンフェルス・蛇紋岩・花崗岩・緑色凝灰岩・結晶片岩などの地層を通ることで濾過されることにより、硬度20、pH7.3のまろやかな軟水が誕生する。『From AQUA』のすべてのパッケージデザインは、『大清水』発売当初と同じく谷川岳 一の倉沢をモチーフにしてデザインされている。
『From AQUA』は1971年に着工した上越新幹線上毛高原駅 - 越後湯沢駅間の、大清水トンネル掘削工事中に湧出した地下水を原水にしている。1978年8月、掘削中に湧水帯に遭遇し、毎分33トンの大規模な出水が発生。のちにここが『大清水』（現・『From AQUA』）の採水地となる。トンネル完成後、地下水は線路の融雪用スプリンクラーで使用されていたが、機械整備の作業員の間で「この地下水はおいしい」と評判となっていた。
それを聞きつけた日本国有鉄道（国鉄）高崎鉄道管理局工事課主席の瀬間勝利が、飲料水の缶詰として販売することを提案し、1983年に高崎鉄道管理局企画室内に「水プロジェクトチーム」が発足。1984年11月15日に『谷川連峰の源水 大清水』として発売。当時はミネラルウォーターが日本でも普及しはじめていたこともあり、関東地方で試験販売したところ好評を博した。1985年7月には、大清水トンネルから上毛高原駅高架下まで専用送水管が敷設され、現在の採水基地が整備された。
なお採水地のトンネルの名称は『大清水（だいしみず）トンネル』であるが、この商品の名前は『大清水（おおしみず）』である。これは「おいしい水」をもじったもので、また読みに濁点がついていないので、水が「濁っていない」という意味もかけられている。
1987年4月、国鉄分割民営化にともない『大清水』はJR東日本に移管され、さらに同社高崎支社エリアの関連会社であるジェイアール高崎商事に移管され、大清水の販売を再開。このほかに同じ原水を使用した、茶飲料・コーヒー飲料・ジュース・健康飲料・氷・豆腐・地ビールなども販売された。
その後JR東日本グループの飲料事業再編のため、2006年に『大清水』の販売を一旦終了し、ジェイアール高崎商事からJR東日本ウォータービジネスへ移管。そして2007年7月に「水からはじまる一日」というコンセプトのもと『From AQUA』としてリニューアル発売した。『大清水』では瓶・缶のラインナップがあったが、このリニューアル以降はペットボトルのみでの展開となった（2021年4月より業務用としてリターナブル瓶製品を展開）。
2012年3月には「持ち歩きたくなる水」をコンセプトに、開栓時にキャップをボトルにくっつけたまま飲める「落ちないキャップ」を搭載しリニューアル。熾烈を極めるミネラルウォーター市場の中で異質な鉄道会社のプライベートブランド商品であることを武器に、駅の飲料自販機利用者の「移動中にキャップを失くすのが怖い」という声を反映した。
長年「谷川連峰の天然水」を事業展開してきたJR東日本グループのプライベートブランド飲料事業だが、これとは別に藤里開発公社が秋田県山本郡1市3町を中心に発売する「白神山水」のOEM商品として2015年ごろから「白神山地の天然水」が登場、東北を中心に谷川連峰の「From AQUA」と並行して販売されてきたが、2022年春から順次谷川連峰・白神山地の2種類の天然水の商品名を「From AQUA」に統一、「サントリー天然水」やコカ・コーラ「い・ろ・は・す」同様の商品の販売地域ごとに水源地が変わるシステムを導入し、関東甲信越では谷川連峰の「From AQUA」、東北では白神山地の「From AQUA」が販売されることになった。この他ウォーターサーバー「acure mine 富士の天然水」を2022年3月22日以降「acure mine From AQUA 天然水」とした上で夏頃より谷川連峰の天然水も扱うことを発表した。イメージモデルは岡田愛。

## 製品一覧

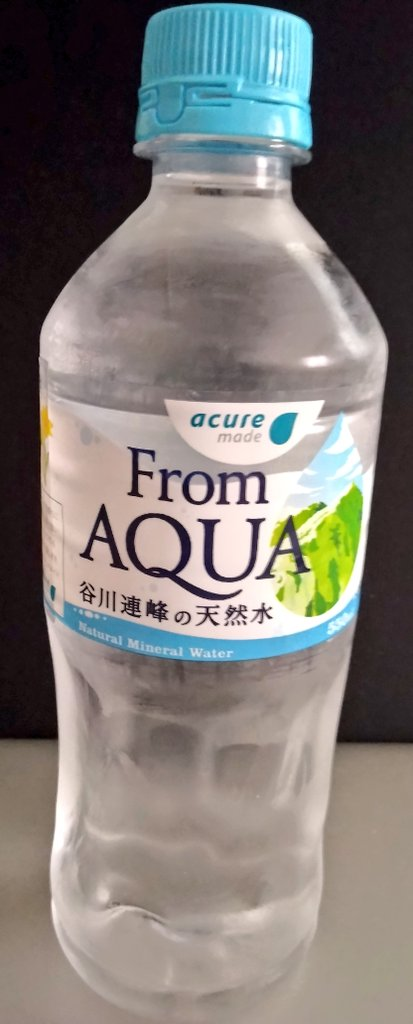
2022年夏にリニューアルされ自社製造となった「From AQUA 谷川連峰の天然水」

* From AQUA 白神山地の天然水（東北エリア限定） ※ 2022年3月22日発売開始
- - 550ml
  - 300ml
- From AQUA 谷川連峰の天然水（リニューアル品：関東甲信越エリア限定） ※ 2022年夏発売開始
  - 550ml
  - 300ml
  - 2L（通信販売専用）
- acure mine From AQUA 天然水 ※ acure mine 富士の天然水より、2022年3月22日以降改称
  - 6.5L

### 関連商品
- From AQUA 天然水ゼリー
280ml/500m。天然水にラムネ味のゼリーが入っており、振って混ぜて食用する[6]。
- 谷川連峰の天然水 by From AQUA
NewDays専売の廉価版。550ml。2022年7月12日発売。パッケージデザインが異なるほか、キャップが落ちないタイプではなく、通常の分離タイプとなっている[7]。谷川連峰の「From AQUA」の一種だが仙台・盛岡・秋田の各支社管内でも発売。

### 過去の商品
- From AQUA 谷川連峰の天然水（従来品：JR東日本エリア全域で販売）
  - 530ml
  - 280ml
  - 2L（通信販売限定）
  - 10L バッグインボックス（通信販売限定）

## 基本情報

### From AQUA 谷川連峰の天然水
谷川岳
出典:
- 名称：ナチュラルミネラルウォーター
- 原材料名：水（湧水）
- エネルギー：0kcal
- たんぱく質：0g
- 脂質：0g
- 炭水化物：0g
- カルシウム：7.1mg/l
- ナトリウム：3.5mg/l
- マグネシウム：1.2mg/l
- カリウム：0.4mg/l
- 硬度：約20度（軟水）
- pH：7.3[10]
- 水源：谷川連峰谷川岳（上信越高原国立公園）
- 採水地：群馬県利根郡みなかみ町 上越新幹線大清水トンネル （134k726m[1]）
- 殺菌方法：加熱殺菌
- ボトリング状況：採水地から上毛高原駅の取水基地（119k245m）までパイプラインで輸送し、ボトリング工場までタンクローリーで輸送している[1]。ボトリングは、ハルナプロデュース株式会社タニガワプラントへ委託していたが、JR東日本ウォータビジネス社時代より自社工場の建設計画を進めており、2022年夏までにみなかみ工場（群馬県利根郡みなかみ町月夜野字深澤2223）を稼働開始して500/300mlについて移行した[11]。
- 製造所
  - 550/300ml：株式会社JR東日本クロスステーションみなかみ工場
  - 2L：ハルナプロデュース株式会社タニガワプラント

### From AQUA 白神山地の天然水
出典：
- 名称：ナチュラルミネラルウォーター
- 原材料名：水（鉱泉水）
- エネルギー：0kcal
- たんぱく質：0.1g
- 脂質：0.1g
- 炭水化物：0g
- ナトリウム：0.8mg/l
- カリウム：0.2mg/l
- カルシウム：0.5mg/l
- マグネシウム：0.18mg/l
- 硬度：約19度（軟水）
- pH：7.2
- 水源：白神山地物見山
- 採水地：秋田県山本郡藤里町
- 製造者・販売者：株式会社藤里開発公社

### 名水 大清水
出典：
- Ph：7.2 - 7.5
- 全硬度：24 - 48mg/L
- 蒸発残留物：48 - 66mg/L
- 塩素イオン：1.8 - 4mg/L
- 過マンガン酸カリウム消費量：0.8 - 1.2mg/L
- 鉄：不検出
- 臭味：なし
- 採水地：「From AQUA 谷川連峰の天然水」と同じ
- ボトリング状況：採水地から上毛高原駅の取水基地までパイプラインで輸送し、委託事業者のボトリング工場までタンクローリーで輸送

## 歴史

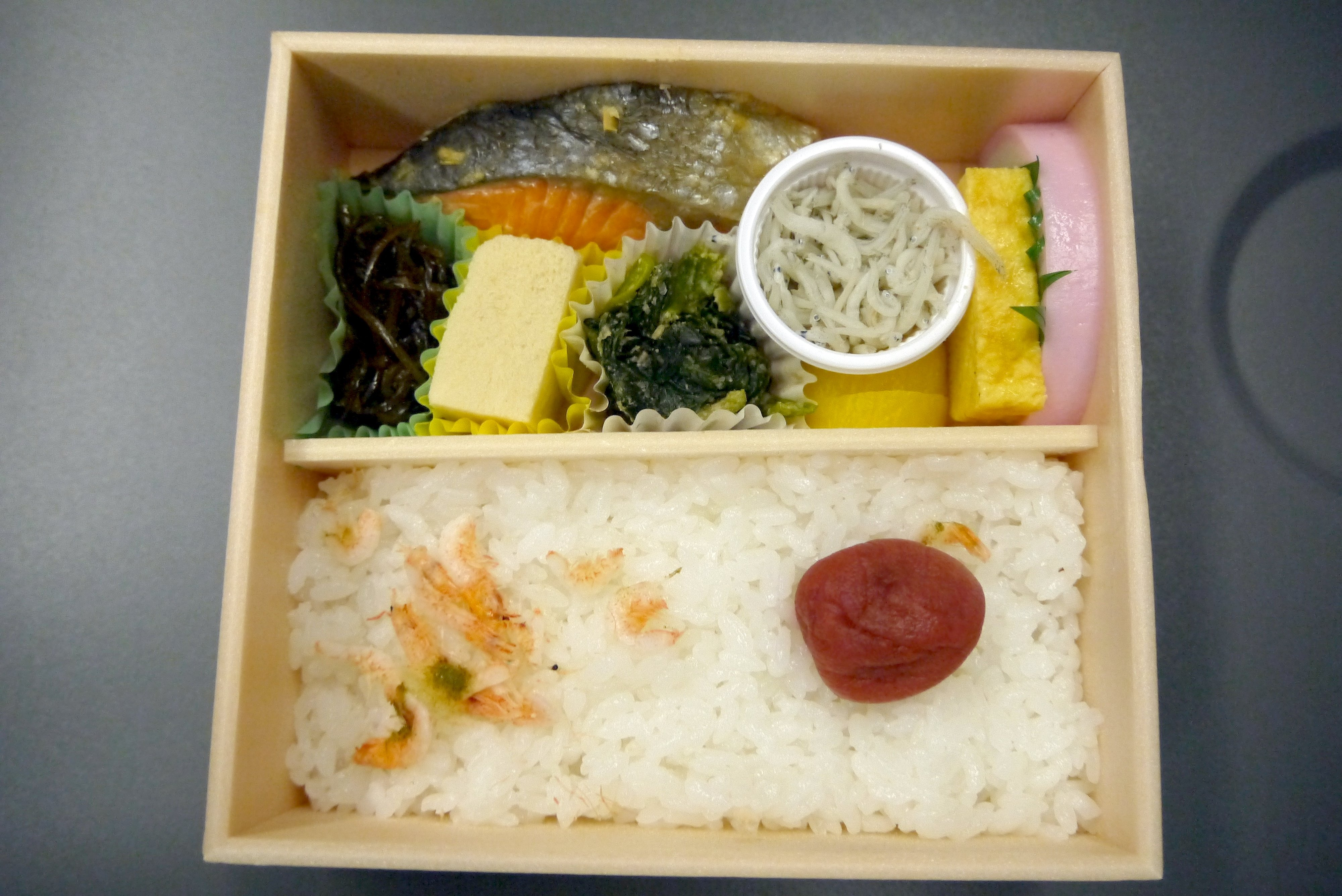
朝の茶事弁当

- 1971年（昭和46年） - 上越新幹線大清水トンネル着工。
- 1972年（昭和46年） - 大清水トンネルの掘削工事開始[14]
- 1978年（昭和53年）8月 - トンネル掘削中に湧水帯に遭遇、現在の採水地が誕生。
- 1982年（昭和57年）11月15日 - トンネル開通。
- 1983年（昭和58年） - 日本国有鉄道（国鉄）高崎鉄道管理局企画室内に「水プロジェクトチーム」が発足[15]。
- 1984年（昭和59年）11月15日 - 『谷川連峰の源水 大清水』として発売[16]。
- 1987年（昭和62年）4月 - 東日本旅客鉄道（JR東日本）が発足し、国鉄から『大清水』の製造・販売を継承。
- 1989年（平成元年） - 『大清水』の製造・販売をジェイアール高崎商事が継承。原水を外部企業に販売。[14]
- 2006年（平成18年） - 『大清水』販売終了[15]。
- 2006年（平成18年）8月1日 - JR東日本ウォータービジネスを設立。ジェイアール高崎商事から『大清水』の製造・販売を譲受。
- 2007年（平成19年）7月17日 - 『大清水』を『From AQUA』にリニューアル[17]。
- 2008年（平成20年）4月1日 - 『From AQUA』と同じ地下水を使った、『谷川連峰のうるおい天然水』（ペットボトル2リットル、バッグインボックス〈ウォーターサーバー用〉10リットル）を通信販売限定で発売[18]。
- 2009年（平成21年）3月20日 - セレクトショップShinzoneとのコラボレーションデザインの『「FromAQUA」Shinzoneモデル』（280ミリリットル ペットボトル）を発売[19]。
- 2012年（平成24年）3月6日 - 小型ペットボトルのキャップを「落ちないキャップ」にリニューアル[20]。
- 2013年（平成25年）9月2日 - From AQUAと同じ地下水を使った『朝の茶事弁当』を発売[21]。
- 2014年（平成26年）
  - 4月1日 - 『谷川連峰のうるおい天然水』を、『FROM AQUA　谷川連峰のうるおい天然水』にリニューアル[22]。
  - 10月14日 - 発売30周年を記念し、『谷川連峰の源水 大清水』復刻デザイン（ペットボトル 280ミリリットル）を発売[16]。